# 김해 대법륜사 수륙무차평등재의촬요
김해 대법륜사 수륙무차평등재의촬요(金海 大法輪寺 水陸無遮平等齋儀撮要)는 대한민국 경상남도 김해시 대법륜사에 있는 목판본 불경이다. 2016년 2월 4일 경상남도의 문화재자료 제619호로 지정되었다.

## 개요
｢수륙무차평등재의촬요｣는 수륙무차평등재(水陸無遮平等齋) 때 행하는 수인(手印) 및 진언(眞言)을 정리하고‚ 실제로 재(齋)를 실행할 때 사용되는 소(疏)‚ 방문(榜文) 등의 문식(文式)도 정리한 불교의례서(佛敎儀禮書)이다.
｢수륙무차평등재｣는 육지와 물에서 죽어간 고혼(孤魂)들을 달래는 불교 의례로 일명 ‘수륙재(水陸齋)’라 하기도 한다. 이 의식은 중국 양(梁)나라 무제(武帝)가 시작하였고, 한국에서 수륙재가 시작된 것은 고려시대부터라고 볼 수 있다.
이 책은 1책의 목판본(木板本)으로 표지서명(表紙書名)은 ‘水陸無遮平等齋儀撮要’로 확인된다. 권수제(卷首題)는 ‘水陸無遮平等齋儀撮要’이며, 판심제(版心題)는 ‘水’로 확인된다. 제책(製冊)의 형태는 오침안선장본(五針眼線裝本)으로 되어 있다. 판식(版式)은 사주단변(四周單變)에, 반곽(半郭)의 크기는 세로22.7cm에 가로16.6cm이며, 계선이 없고(無界), 8행(行) 17자(字)로 배열되어 있다.
본서(本書)는 1책으로, 1568년이라는 명확한 간행 기록(刊記)을 알 수 있고, 시주자에 대한 내용도 확인된다. 다만 엄중한 보존의 결핍으로 인한 책의 앞⋅뒤 본문의 훼손을 보강하기 위한 수단으로 배접(褙接)한 것이 확인된다.
본 조사 자료는, 귀중본의 기준이 되는 임진왜란(1592) 이전에 간행된 책이기는 하나, 국내에 전존(傳存)하는 실제의 고서(古書)들이 꽤 많이 현존(現存)하고 있다.

## 참고 자료
- 김해 대법륜사 수륙무차평등재의촬요 - 국가유산청 국가유산포털